# Salmon
Segons diu l'Evangeli de Mateu, Salmon o Salmà (en hebreu שַׂלְמָ בן-נַחְשׁוֹ Salmon ben Nachshon), quan parla de la genealogia de Jesús de Natzaret, diu que va ser el fill de Naasson. De la seva esposa Rahab va tenir un fill, Booz.